# Islamischer Zentralrat Schweiz
Der Islamische Zentralrat Schweiz IZRS (französisch Conseil central islamique suisse – CCIS, italienisch Consiglio centrale islamico della Svizzera – CCIS, englisch Islamic Central Council of Switzerland – ICCS) ist eine fundamentalistische islamische Organisation in der Schweiz. Er ist als Verein mit Sitz in Bern im Handelsregister eingetragen. Die Führungsmitglieder Präsident Nicolas Blancho und der PR-Beauftragte Qaasim Illi wurden wegen Verbreitung von Propaganda für die dschihadistische Terrorgruppe al-Qaida rechtskräftig verurteilt. Im Verein sind lediglich knapp ein Prozent der in der Schweiz lebenden muslimischen Wohnbevölkerung organisiert. Er steht unter Beobachtung des Nachrichtendienstes des Bundes.

## Organisation und Struktur

### Ziele, Zweck und Selbstverständnis
Gemäss Statuten bezweckt der Verein:
- die aktive Förderung islamischer Bildungsprojekte in der Schweiz.
- die aktive Verbreitung von islamischem Wissen in der Schweiz, mit dem Ziel Vorurteile in der Bevölkerung gegenüber dem Islam abzubauen.
- die Konstitution eines islamischen Selbstverständnisses auf der Basis des Qur’ans, der authentischen Prophetentradition (Sunna) sowie der klassischen Jurisprudenz (Fiqh) im rechtlichen Rahmen der Schweizerischen Eidgenossenschaft.
- die öffentliche Vertretung islamisch-normativer Positionen in der Schweiz und mit Bezug zur Schweiz.

Der Verein ist in Bezug auf die Schweizerische Parteipolitik neutral, verpflichtet sich jedoch dazu sachthematisch, d. h. zu Debatten über den Islam, politische Stellung zu beziehen. Der Verein sieht sich selbst in Abgrenzung zu den traditionellen Dachverbänden als dynamische Basisorganisation, die den Muslimen in der Schweiz eine Stimme in der Öffentlichkeit verschaffen soll. Der Verein ist Mitglied von zwei internationalen Dachverbänden, namentlich der European Muslims League (EML) mit Sitz in Genua (IT) und der Muslims Scholars Association (MSA) mit Sitz in Kuwait.

### Gründung, Vereinsstruktur und Vorstand
Der Verein wurde kurz vor der Abstimmung über das Minarettverbot, und bestärkt durch dieses, von ca. 20 Personen aus verschiedenen Landesteilen der Schweiz an einer konstituierenden Generalversammlung in Bern am 25. Oktober 2009 gegründet.
Vorstand und Generalversammlung
Der Vorstand besteht aus acht Mitgliedern, einem Präsidenten, einem Generalsekretär und sechs Departementsvorstehern. Der derzeitige Präsident ist Nicolas Blancho (seit Januar 2010), die derzeitige Generalsekretärin Ferah Ulucay (seit Juli 2014), die Vorsteher der einzelnen Departements sind zurzeit (Stand 2024):
1. Departement für die Koordination islamischer Institutionen
2. Departement für Da'wa und Infostände: Habib Oruç (seit Februar 2012), Ingenieur
3. Departement für Finanzen und Buchführung: Adisin Hodza (seit Januar 2010), Unternehmer
4. Departement für Public Relations und Information: Qaasim Illi (seit Januar 2010), Student (Geschichte, Islamwissenschaft)
5. Departement für Frauenangelegenheiten: Nora Illi (seit Februar 2012), Polygrafin
6. Departement für Kulturproduktion: Naim Cherni (seit Februar 2012), Student

Die Departementsvorsteher koordinieren die Aufgaben ihrer Bereiche, indem sie Kommissionen gründen, denen die Realisierung der einzelnen Projekte obliegt. Abseits der Departements sind alle weiteren Vereinsmitglieder im Passivstatus, sogenannte Passivmitglieder.
Bei Wahlen und Abstimmungen innerhalb der Generalversammlung (GV) entscheidet, sofern nicht anders bestimmt, das einfache Mehr der gültigen Stimmen. Der Präsident besitzt aber bei Abstimmungen ein Vetorecht, welches durch eine qualifizierte Zwei-Drittel-Mehrheit überstimmt werden kann. Bei Wahlen gilt das Vetorecht hingegen nicht.
Organe
Der Verein besteht aus sechs Organen, wobei der Präsident und die Departementsleiter zusammen den Vorstand, ein siebtes Organ, bilden. Die Organe des Vereins sind:
1. die Generalversammlung (GV),
2. der Präsident,
3. die Departementsleiter,
4. die Madschlis asch-Schura,
5. die Kommissionen,
6. der Präsidialstab.

Die Madschlis asch-Schura ist eine der GV untergeordnete Instanz der Entscheidungsfindung im Zentralrat, dessen Mitglieder Delegierte islamischer Institutionen sind. Im Rat sind die Interessen der 13 Moscheegemeinden (Stand 2012) vertreten.

### Mitglieder
Der Verein besteht aus Aktiv-, Passiv und Ehrenmitgliedern. Jede natürliche Person islamischen Glaubens, welche gewillt ist, den Zweck des Vereins aktiv zu fördern, kann als Aktivmitglied durch die Generalversammlung (GV) aufgenommen werden. Passivmitglied kann jede natürliche Person werden, die sich verpflichtet, den von der GV festgesetzten Mitgliederbeitrag zu bezahlen. Personen können zu Ehrenmitgliedern durch die GV ernannt werden, falls sie durch ihre Tätigkeiten dem Verein besondere Dienste erwiesen haben oder durch positives, islamisches Engagement sich verdient gemacht haben. Die Mitgliedschaft erlischt durch Tod, Austritt oder Ausschluss durch die GV.
Zusammensetzung
Die Schweiz am Sonntag erhielt am 17. April 2010 Einblick in das Mitgliederverzeichnis, welches damals 960 Mitglieder zählte. Demnach sind rund 60 Prozent der Mitglieder Männer und 40 Prozent Frauen. Rund 60 Prozent der Mitglieder sind Schweizer, von denen die Mehrheit aus Einwandererfamilien stammt. Rund 10 Prozent aller Mitglieder sind Schweizer Konvertiten, davon 60 % Frauen. Die Mitglieder ohne Schweizer Pass stammen zumeist vom Balkan, der Türkei oder dem Irak und anderen arabischen Staaten, aber auch aus Pakistan, Libyen, Eritrea oder Somalia. Rund 80 Prozent der Mitglieder des IZRS waren damals jünger als 35; die jüngsten waren 16-jährige Schüler und die ältesten ein 80-jähriges Ehepaar. Der Verein zog offenbar nur wenige Arbeitslose und IV-Rentner an, die grosse Mehrheit der Mitglieder gab an, zu arbeiten. Die meisten arbeiteten in technischen Berufen, bspw. als Maschinenführer, Informatiker und Elektromonteur, aber viele auch als Chauffeure, Pizzaiolos sowie zwei als hauptberufliche Imame. Studenten der Universitäten Bern, Luzern und St. Gallen sind ebenso Mitglieder wie Lehrer, Kleinkindererzieherinnen, Psychologen, Ärzte, Ingenieure, unter anderem auch eine Therapeutin, ein Kunstmaler sowie ein Mitarbeiter der französischen Botschaft in Bern. Der Verein nahm nach eigenen Angaben zwei bis vier neue Mitglieder pro Tag auf, Austritte gab es bis zum 17. April 2010 nur zwei. Pressesprecher Qaasim Illi kommentierte die damalige Entwicklung mit den Worten: «Wir gehen seit der Annahme der Minarett-Initiative von einer ziemlich krisenresistenten Basis aus». Die Zeitung fasste die Eindrücke reisserisch unter dem Titel Jung, weiblich, gut ausgebildet zusammen.
Anzahl
Am 15. Januar 2010 trat der Verein zum ersten Mal in der Öffentlichkeit auf und zählte nach eigenen Angaben bereits 500 Passiv- und 26 Aktivmitglieder. Gemäss Angaben von Nicolas Blancho am 1. April 2016 in der Sendung Arena des SRF zählte der IZRS damals ca. 3'700 Mitglieder.
| Mitgliederzahlen | Mitgliederzahlen | Mitgliederzahlen | Mitgliederzahlen |
| Datum            | Insgesamt        | Passiv           | Aktiv            |
| ---------------- | ---------------- | ---------------- | ---------------- |
| April 2016       | ca. 3'700        | –                | –                |
| November 2014    | 3'219            | –                | –                |
| Dezember 2012    | 2'610            | 2'567            | 43               |
| Oktober 2011     | ca. 2'050        | ca. 2'000        | 45               |
| November 2010    | ca. 1'750        | ca. 1'700        | 34               |
| Mai 2010         | ca. 1'150        | ca. 1'100        | 36               |
| April 2010       | 960              | –                | –                |
| Januar 2010      | ca. 525          | ca. 500          | 26               |

Die Mitgliederangaben entsprechen rund 0,9 Prozent der 346'207 in der Schweiz lebenden muslimischen Wohnbevölkerung (Stand 2014).

### Finanzen
Der IZRS hat nach eigenen Angaben im Jahr 2010 keine Spenden aus dem Ausland erhalten und sich von da an dazu verpflichtet, solche in den Finanzberichten separat auszuweisen. Gemäss den Finanzberichten von 2010 bis 2013 wurden keine Spenden aus dem Ausland entgegengenommen. Die Finanzberichte wurden im Zeitraum von 2010 bis 2013 auf der vereinseigenen Website veröffentlicht. Für die Jahre 2009 bis 2013 wurden sie jeweils verspätet eingereicht, aber nach einem Systemwechsel im Jahre 2014 werden sie nun innerhalb von drei Monaten nach Abschluss der Rechnungsperiode publiziert. Die SonntagsZeitung erhob in einem Artikel vom Februar 2012 Vorwürfe gegen die Finanzführung des IZRS unter Berufung auf anonyme Quellen. Angeblich seien gewisse Mitglieder nur unzureichend bzw. gar nicht über das Thema Finanzen informiert und die Finanzberichte mangelhaft. Auf die Vorwürfe hat man den interviewten Nicolas Blancho nicht eingehen lassen, aber nach der Veröffentlichung des Artikels hat der IZRS im gleichen Monat noch alle seine bisherigen Finanzberichte online zur Verfügung gestellt. Im genannten Zeitungsbericht wird der Kontakt des Präsidenten Nicholas Blancho zu Tareq al-Essa, Präsident der «Revival of Islamic Heritage Society» (RIHS), kritisiert. Die RIHS wird u. a. in Pakistan und Afghanistan von der UNO gemäss Resolution 1989 wegen Verbindungen zu umstrittenen Organisationen sanktioniert. Auch zu diesem Vorwurf hat man den Interviewten keine Stellung beziehen lassen. In Kuwait selbst ist die Wohltätigkeitsorganisation RIHS keinen Vorwürfen ausgesetzt und erlaubt.
| Erfolgsrechnung | Erfolgsrechnung | Erfolgsrechnung | Erfolgsrechnung |
| Jahr            | Ertrag          | Aufwand         | Vorsteuergewinn |
| --------------- | --------------- | --------------- | --------------- |
| 2013            | 326'416.69      | 316'106.89      | 10'309.80       |
| 2012            | 285'691.13      | 295'219.96      | -9'528.83       |
| 2011            | 251'387.82      | 250'675.67      | 712.15          |
| 2010            | 132'846.00      | 114'896.95      | 17'949.05       |

## Positionen

### Theologische Ausrichtung
Der IZRS wurde als sunnitisch-islamische Organisation gegründet. Die Führungsriege rechnet sich weiterhin dem sunnitischen Islam zu und vertritt dessen normative Positionen, obwohl sich der IZRS inzwischen als gesamtislamische Organisation versteht. Schiiten ist der Beitritt zum IZRS explizit gestattet, falls diese sich auf Grund der Strukturen und der Vereinsorganisation programmatisch angesprochen fühlen. Der IZRS postuliert einerseits eine enge Zusammenarbeit mit den schiitischen Glaubensgemeinschaften und betont die Gemeinsamkeiten zwischen den zwei verschiedenen Strömungen, verweist aber auch auf die theologischen Differenzen und plädiert für ein theologisches Nebeneinander. In einer Podiumsdiskussion bezeichnete Qaasim Illi die Ahmadiyya-Gemeinschaft als nicht zum Islam gehörend. Aus der Sicht der Orthodoxie habe sie den Status einer irrgeleiteten Sekte, wobei sich Illi auf den Konsens der islamischen Weltgemeinschaft berief, welche die Ahmadiyya bereits mehrfach im Nahen Osten und dem Mittleren Osten zu Nichtmuslimen erklärt hat. In einem Artikel des katholischen Medienzentrums ordnet man den IZRS als fundamentalistisch ein, weil dieser einen «normativ-sunnitischen» Islam praktiziert, welcher kulturelle Einflüsse weitestgehend ausklammere.

### Berührung des anderen Geschlechts
Der IZRS ist der Meinung, dass je nach Alter und Verwandtschaftsgrad Männer und Frauen sich zur Begrüssung nicht die Hand geben sollten. Laut Qaasim Illi ist das ein „Konzept der Geschlechtertrennung, um die Verführung zu verhindern“. Janina Rashidi, welche für den IZRS Stellung bezog, begründet die Verweigerung des Händedrucks auch mit der körperlichen Integrität. Konkret ging es um die sogenannte „Handschlag-Affäre“ in Therwil, bei dem zwei Schüler einer Lehrerin aus religiösen Gründen nicht die Hand geben wollten. Nach der anschliessenden Diskussion verschickte der IZRS eine seitenlange theologische Erklärung (Fatwa), welche genau umschrieb, in welchen Situation eine Berührung statthaft wäre und in welchen nicht. Einen erzwungenen Handschlag bezeichnet Illi als Eingriff in die Intimsphäre: "Würde die unsittliche Annäherung zwischen einem jungen Mann und einer Lehrerin erzwungen, grenzt das an körperliche Nötigung." Der Präsident des FIDS, Montassar BenMrad, bezog zunächst keine klare Position. Einige Tage später veröffentlichte er eine Erklärung, in der er das Vermeiden von physischen Kontakten mit Respekt und Schamgefühl begründet sah, jedoch betonte, dass dies in der Schweiz unangebracht sei und dass ihm viele islamische Gelehrte klar bestätigt hätten, dass ein gewöhnlicher Händedruck zwischen Mann und Frau theologisch erlaubt sei. Der IZRS selbst betont, dass die Meinungen der islamischen Rechtsgelehrten zu dem Thema seit jeher gemacht seien und in dieser Form bereits seit der islamischen Frühzeit bekannt seien, und wehrt sich explizit gegen die Behauptung, dass es sich dabei um eine Form eines Neoislam, Wahhabismus oder Salafismus handele.

### Weibliche Genitalverstümmelung
Am 19. Februar 2018 veröffentlichte der IZRS eine Fatwa mit dem Titel "Fatwa: Wie ist das islamische Urteil über die Beschneidung der Frau? Der Unterschied zwischen FGM [weibliche Genitalverstümmelung] und der Sunna-Beschneidung". Die Fatwa lehnt alle durch die WHO gelisteten Typen der Weiblichen Genitalverstümmelung als islamisch nicht belegt und gesundheitsschädlich ab – mit Ausnahme der Entfernung der Klitorisvorhaut (diese ist nach der WHO-Klassifizierung eine Genitalverstümmelung des Typs Ia). Der Eingriff sei in der Sunna vorgesehen und wird in der Fatwa nachfolgend als "Sunna-Beschneidung" betitelt.

Die Meinungen der Gelehrten fasst die Fatwa wie folgt zusammen:
"Die Gelehrten sind sich in der überwiegenden Mehrheit einig, dass die Sunna-Beschneidung der Frau islamisch legitim ist und dass sie durch die normativen Quellen belegt ist. Die Frage ist vielmehr, wie sie die Ausführung der Frauenbeschneidung eingestuft haben: Die Mehrheit der Gelehrte unter den Hanafiten und Malikiten erachten die Beschneidung der Frau als eine Sunna und noble Tat. Die Beschneidung der Frau sei aber nicht als eine Verpflichtung einzustufen. Ein überwiegender Grossteil der shafiitischen und hanbalitischen Gelehrten sowie Sahnûn bei den Malikiten erachten die Beschneidung auch für die Frau als eine verpflichtende Sunna/Wâdjib."
Das Fazit lautet:
"In der vorliegenden Zusammenfassung zum Thema Beschneidung der Frau konnte zweifelsfrei aufgezeigt werden, dass es neben der durch die islamische Normativität nicht sanktionierten „pharanonischen“ (sic!) Beschneidung in den relevanten Rechtsquellen des Fiqhs (Ahâdîth) sehr wohl klare Hinweise auf eine ungleich moderatere Sunna-Praxis (Entfernung der Klitoris-Vorhaut) gibt. Auch die Rechtsgelehrten haben sich nicht über die Validität der Praxis gestritten, sondern einzig über die Frage der Einordnung, als wâdjib oder sunna (mustahabb). Es gibt demnach keine Rechtsschule, die die Beschneidung der Frau nicht mindestens als sunna kategorisiert hätte."
Die Fatwa enthält den abschließenden Hinweis, dass weibliche Genitalverstümmelung in einigen Ländern verboten und die rechtliche Beurteilung der "Sunna-Beschneidung" unklar sei. Deshalb wird zur Konsultation einer Fachperson geraten, sollte man einen solchen Eingriff erwägen.

## Aktivitäten

### Volksinitiative gegen das Minarettverbot
Der Verein bezeichnet die Annahme der Eidgenössischen Volksinitiative «Gegen den Bau von Minaretten» als politischen Fehlentscheid, weshalb mit einer weiteren Initiative gegen das Bauverbot von Minaretten vorgegangen werden soll. Dazu wurde am 17. Dezember 2011 das Komitee für die Eidgenössische Volksinitiative «Ja zur Streichung des Minarettverbots» lanciert. Präsident ist Ishar Ramadani, Oscar A.M. Bergamin und Qaasim Illi als Initianten und Vertreter des IZRS gehören dem Initiativ-Komitee an. Für die Initiative suchte der IZRS Geldgeber in Kuwait und Katar. Die mit einem Betrag von 100'000 Schweizer Franken budgetierte Unterschriftensammlung soll durch den IZRS gedeckt werden, der Verein stellt u. a. auch Büroräumlichkeiten zur Verfügung.

### Moschee in Bern-Brünnen
Der Verein will im Berner Stadtteil Brünnen eine mehrgeschossige Moschee bauen. Gemäss Angaben der SonntagsZeitung, welche Einblick in die Baupläne hatte, soll in einem viergeschossigen Gebäude eine Teehalle, ein Konferenzsaal, Schulungsräume, Geschäftslokale, Büros und eine Wohnung untergebracht werden. Die Moschee soll über eine Fläche von 2400 m2 verfügen. Das Zentrum der Moschee bildet ein Gebetsraum für 444 Personen – 270 Männer und 174 Frauen. Des Weiteren soll ein Garten Gebete im Freien erlauben und eine Tiefgarage Platz für 54 Fahrzeuge bieten. Das Projekt soll 20 Millionen Franken kosten. Grundstücke wurden bereits besichtigt, aber zu Verhandlungen ist es noch nicht gekommen. (Stand 2012) Das Gelände rund um das Shoppingzentrum Westside weise nach Angaben von Nicolas Blancho eine attraktive Siedlungsstruktur auf und sei verkehrstechnisch sehr gut erschlossen, aber denkbar wären auch andere Standorte in Bern-West. Für den IZRS steht aber fest, dass die Moschee in Bern und keiner anderen Stadt gebaut werden soll, Nicolas Blancho findet es «tragisch», dass Bern «eine von wenigen Hauptstädten in Europa» ist, welche noch über keine Moschee verfügen. Das Projekt soll innerhalb von ca. 10 Jahren, also bis ca. 2022 realisiert werden. Der IZRS sucht für sein Vorhaben in Kuwait und Katar nach Spenden, aber es seien noch keine Gelder geflossen. (Stand 2012) Nach Angaben von Blancho sei der Verein gerade bei einem Grossprojekt wie der Moschee auf Spenden aus dem Ausland angewiesen.

### Dienstleistungen für die Mitglieder
Der Verein will ein Reisebüro für Haddsch-Pilgerfahrten, Koranschulen sowie ein Islamisches Frauenhaus zur Stärkung des religiösen Fundamentes der Frauen umsetzen. Der Verein will einen Internet-Fernsehkanal realisieren. Das Fernsehprogramm soll einen Polittalk, ein Wochenmagazin sowie Serienpredigten beinhalten und in einem vereinseigenen Fernsehstudio produziert werden. Sendungen sind vorwiegend auf Deutsch, jedoch auch in Arabisch, Bosnisch und Albanisch mit deutschen Untertiteln geplant. Zudem plant der Verein eine «Swiss-Muslim-Card» (SMC), für welche den Mitgliedern des IZRS in ausgewählten Fitness-Centern, Hallenbädern, Restaurants, Hotels, Läden sowie bei Krankenkassenprämien Rabatte von 5 bis 15 Prozent angeboten werden sollen.
Religiöse Beratung
Die Einführung einer religiösen Beratung war eines der ersten bekannt gemachten Ziele des IZRS und wurde deshalb auch in den Medien unter dem Schlagwort «Fatwa-Rat» dementsprechend stark rezipiert. Die Arbeitsgruppe für individuelle religiöse Rechtsgutachten des IZRS beantwortet einfache religiöse Fragen von Einzelnen möglichst innerhalb von 24 Stunden, mit Verweis auf entsprechende Rechtsgutachten (Fatwas) und nach Rücksprache mit Vertretern der Muslims Scholars Association (MSA). Bei besonders komplexen Fragestellungen, auf welche keine Antwort in den bisherigen Quelltexten gefunden werden konnte, werden Meinungen von mehreren Gelehrten eingeholt, worauf die Mehrheitsmeinung als Antwort präsentiert wird.

### Öffentlichkeitsarbeit
Der Verein betreibt seit 2010 das Projekt «Info über den Islam», wobei an Infoständen unter anderem in Bern, Basel, Zürich, Luzern, St. Gallen, Winterthur, Neuchâtel, Lausanne und Genf kostenlose Broschüren verteilt werden. Dabei kommt es zu Gesprächen mit Durchschnittsbürgern, welche Fragen über Politik, Religion oder sogar Architektur stellen, oder auch zu Debatten mit Anhängern christlicher Freikirchen. Für die Öffentlichkeitsarbeit und Da'wa ist Habib Oruç zuständig. Der IZRS verteilt an den Infoständen nur auf Anfrage Qur'ane und erachtet «Handverteilungen» gemäss Angaben des Sprechers Naim Cherni als «nicht sinnvoll». Der Koran sei kein Flyer. Der Verein bezweckt mit den Infoständen, Vorurteile in der Bevölkerung abzubauen.

## Mediale Resonanz
Der IZRS lenkte durch seine Aktivitäten schon kurz nach seiner Gründung die Aufmerksamkeit der Medien auf sich. Der Verein trat in den Schweizer Medien erstmals nach der Minarettabstimmung vom 29. November 2009, im Zusammenhang mit seiner Kundgebung auf dem Berner Bundesplatz, in Erscheinung. Im Zentrum der Berichterstattungen stehen der Präsident Nicolas Blancho, der PR-Sprecher Qaasim Illi, dessen Ehefrau und Zuständige für Frauenangelegenheiten Nora Illi, der IZRS-Eventmanager Gibril «Muhammad» Zwicker (vormals Benjamin «Benny» Zwicker) sowie der politische Berater Oscar A.M. Bergamin. Sie sind allesamt Schweizer Konvertiten. Der Letztgenannte schweizerisch-niederländische Doppelbürger und ehemalige Journalist war 2003 als Verbindungsoffizier der Swisscoy für die KFOR im Balkan im Einsatz, 2005 war er als internationaler Berater der ISAF für die NATO in Afghanistan. Er war bis im Herbst 2011 Mitglied des Vorstandes und zuständig für Public Diplomacy.

## Kritik

### Kritik von Seiten der Muslime in der Schweiz
Der in Genf lebende Islamwissenschaftler Tariq Ramadan meinte im Juli 2010, dass alle muslimischen Organisationen, die seit 20 oder 30 Jahren in der Schweiz tätig sind, Blancho und dessen Islamischen Zentralrat als „eine Randerscheinung in der muslimischen Landschaft“ sähen. Blancho repräsentiere nur einen minimalen Teil des Islams in der Schweiz. Auch der Berner Imam Mustafa Memeti kritisiert Blancho und dessen Islamischen Zentralrat, so zuletzt, als diese nach einem brutalen Mord von zwei Islamisten in Grossbritannien aufforderten, dass sich die Muslime in der Schweiz mit Pfefferspray ausrüsten sollen. Der IZRS gilt bei «moderaten Muslimen» in der Schweiz als verpönt. Das Zürcher Forum für einen fortschrittlichen Islam tritt sogar für ein Verbot des Vereines ein, Gewalt sei Teil von dessen Ideologie.
So stiess denn auch das durch den IZRS angekündigte Grossprojekt einer Moschee in Bern bei der Koordination Islamischer Organisationen Schweiz (KIOS) als auch bei der Föderation Islamischer Dachorganisationen in der Schweiz (FIDS) als „Projekt einer muslimischen Splittergruppe“ auf Ablehnung.

### Umstrittene Einladung von Hasspredigern
Für Kontroversen sorgen wiederholt Einladungen von Hasspredigern zu Anlässen des IZRS, so die Einladung von Pierre Vogel zu Auftritten in der Schweiz. Vormals an der Schweizer Grenze abgewiesen konnte Vogel 2010 zu einem Symposium einreisen und stand unter Beobachtung der Bundespolizei. Anlass zu Diskussionen gaben auch die an einer Tagung in Disentis durch Muhamed Ciftci geäusserten Ansichten betreffend Enthauptung von ungläubigen Muslimen. Der Verfassungsschutz von Niedersachsen bestätigte 2010 die Verbindungen des Vereins zur Organisation «Einladung zum Paradies» (EZP) der deutschen Islamisten, Vogel und Ciftci stehen unter Beobachtung des Verfassungsschutzes.
Zur Jahreskonferenz 2013 in Genf wurde Muhammad Salah angekündigt. Wie der Zeitung 20Minuten zu entnehmen ist, soll der Ägypter online zur „Tötung abtrünniger Muslime“ aufgerufen haben. Dieser war u. a. bereits bei einer Koran-Verteilung in Hong-Kong aufgetreten.

### Provokatives Emblem zum «Tag gegen Islamophobie und Rassismus»
Der IZRS engagierte sich im Herbst 2011 mit dem «Tag gegen Islamophobie und Rassismus», einer Demonstration auf dem Bundesplatz in Bern gegen Islamophobie. Als Zeichen des Protests gegen eine Diskriminierung von Moslems verwendete der Verein als Emblem einen Rub al-hizb mit Farbe und Schriftzug in Anlehnung an den Judenstern. In einem Schreiben relativierte Oscar A.M. Bergamin den Holocaust, indem er in der Diskriminierung von Moslems «strukturelle Parallelen zum Antisemitismus des 19. und 20. Jahrhunderts» sehe, und wollte mit der Aussage provozieren, dass «eine jüdische Lobby» den gelben Stern als «jüdisches Eigentum» verteidige. Jüdische Vertreter betonten, dass das Anliegen berechtigt, der «falsche Vergleich» jedoch bedauerlich sei. Die Föderation Islamischer Dachorganisationen in der Schweiz (FIDS) distanzierte sich von der Aktion.

### Parallelgesellschaft
In der Sendung Club des SRF vom 11. Mai 2015 zum Thema Burkaverbot wurde dem IZRS vorgeworfen, nach einer Parallelgesellschaft zu streben. Nora Illi, zuständig für Frauenangelegenheiten des Vereins, erwiderte: „Wir bewegen uns in der Gesellschaft, brauchen uns aber nicht zu assimilieren.“ und sprach stattdessen von einer „Parallelgemeinschaft“. Nach Aussagen des grünliberalen Politikers Alain Pichard erklärte ihm Nicolas Blancho in einem Gespräch, dass er der Ansicht sei, dass die Gesellschaft in einer globalisierten Welt nur mit Parallelgesellschaften über die Runden komme. Und er fügte an, die Schweizer Rentnerkolonien in Südspanien oder Thailand seien nichts anderes als absolute Parallelgesellschaften. In einem Gegenbericht zu einem Artikel der Tageszeitung 20 Minuten vom Mai 2010 gibt Qaasim Illi hingegen an, dass weder der IZRS als Verein noch seine Exponenten in der Vergangenheit jemals „Parallelgesellschaften“ gefordert hätten, dass der IZRS die heutige Gesellschaftsordnung anerkenne und diese nicht verändern wolle. Eine Paralleljurisdiktion wird abgelehnt. Der Bundesrat beschloss 2009, unter der Leitung vom Bundesamt für Migration (BFM) den bestehenden Kontakt mit der muslimischen Bevölkerung mittels des «Muslim-Dialogs 2010» zu intensivieren und bestehende Probleme zu analysieren und zu lösen, lehnte aber gleichzeitig eine Teilnahme des IZRS an diesem Dialog ab, weil dessen Ansichten nicht dazu beitragen, die Bildung von Parallelgesellschaften zu verhindern. Nicolas Blancho ist gegen das Praktizieren der Steinigung in der Schweiz, weil es der schweizerischen Rechtsordnung widerspricht. In einer Fernsehdiskussion mit Gerhard Pfister von der CVP gab er an, die Steinigung als einen Wert seiner Religion anzusehen, an den er auch glaube, aber ohne diesen zu praktizieren oder in der Schweiz praktizieren zu wollen.

## Strafverfahren und -Untersuchungen, Einschränkung der Tätigkeit
Im Dezember 2015 eröffnete die Bundesanwaltschaft ein Strafverfahren gegen Naim Cherni, den Generalsekretär des Vereines. Es wird wegen Verstosses gegen das Bundesgesetz über das Verbot der Gruppierungen «Al-Qaida» und «Islamischer Staat» sowie verwandter Organisationen ermittelt. Dem in Bern wohnhaften deutschen Staatsbürger wird vorgeworfen, Jihadisten-Propaganda für den syrischen Al-Qaida-Ableger, die Al-Nusra-Front, zu betreiben. Ausgerechnet in Winterthur, wo eine Dschihadisten-Zelle vermutet wird, veröffentlichte der IZRS in einem Reisebericht über Syrien ein Interview mit dem Jihadistenführer Abdallah al-Muhaysini. Der IZRS präsentierte sich daraufhin als «politisches Opfer», aus Kennerkreisen wurden Forderungen über ein Verbot des IZRS laut. Im November 2016 dehnte die Schweizer Bundesanwaltschaft das Ermittlungsverfahren wegen dschihadistischer Propaganda auf Qaasim Illi und Nicolas Blancho aus. Dafür wurde Illi im Januar 2022 vom Berufungsgericht des Bundesstrafgerichts zu 16 Monaten Haft verurteilt, während Blancho zu 250 Tagessätzen verurteilt wurde, wobei das Urteil noch nicht rechtsgültig ist und vor Bundesgericht angefochten werden kann. Der Prozess vor dem Bundesstrafgericht führte zu Freisprüchen für Nicolas Blancho und Qaasim Illi sowie zu einer Verurteilung zu 20 Monaten bedingt für den Kulturproduzenten Naim Cherni.
Verbindungen bestehen zwischen dem Islamischen Zentralrat einerseits und Personen und Organisationen andererseits, bei denen Nähe zu Terroristen zu vermuten ist. So hat der Verein Association des savants musulmans in Bern eine identische Adresse mit dem Zentralrat; die Association wird seit Dezember 2016 von der Schweizer Bundesanwaltschaft wegen Terrorfinanzierung untersucht. Präsident des Vereins ist der Kuwaiter Abdulmuhsen al-Mutairi. Er wird seit Frühjahr 2016 vom US-Finanzministerium auf der Terrorliste geführt.
Der Zürcher Regierungsrat wird keine Veranstaltungen des IZRS mehr dulden. Der Kanton wird alle ihm zur Verfügung stehenden Mittel nutzen, um Aktionen zu verhindern, von denen eine Gefahr für die öffentliche Sicherheit ausgeht, teilte die Regierung im Mai 2017 mit. Vom Verein angekündigte Veranstaltungen würden in Zukunft im Hinblick auf extremistisches Gedankengut durchleuchtet werden, ausländischen Referenten werde gegebenenfalls die Einreise verweigert werden.
Sowohl die Bundesanwaltschaft als auch der Verurteilte legten Beschwerde beim Bundesgericht ein. Dieses wies die Beschwerde des Verurteilten am 26. Februar 2020 ab und hiess die Beschwerde der Bundesanwaltschaft gut. Das Bundesgericht wies das Verfahren gegen die beiden Freigesprochenen zurück an das Bundesstrafgericht. Dessen Begründung für die beiden Freisprüche wurde vom Bundesgericht als zu formalistisch eingestuft.
Im Januar 2022 wurde Illi dann vom Berufungsgericht des Bundesstrafgerichts zu 16 Monaten bedingter Haft und Blancho zu einer Geldstrafe von 270 Tagessätzen verurteilt. Das Bundesgericht nahm die Beschwerde gegen das Urteil nicht an, womit es rechtskräftig wurde.